# Ashleigh Cummings
Ashleigh Cummings (født 11. november 1992) er en australsk skuespiller. Hun blev kendt for sin rolle som Robyn Mathers i I morgen da krigen brød ud fra 2010. For sin rolle i filmen blev hun af det australske filminstitut nomineret til 'Best Young Actor'. Cummings er også kendt for rollen som Dorothy Williams i tv-serien Mord med Miss Fisher.